# Wampiraci: Fala terroru
Wampiraci: Fala terroru (ang. Vampirates: Tide of Terror) – książka przygodowa autorstwa brytyjskiego pisarza Justina Sompera. Druga część serii Wampiraci. Poznajemy dalsze Grace i Connora Tempestów, a także Sidoria i stworzonego przez niego wampira Jeza.

## Opis fabuły
Minęły 3 miesiące od wydarzeń poprzedniego tomu. Grace wraz z bratem jest na statku pirackim Diablo. Tęskni za statkiem wampiratów, a jej jedyną pamiątką jest prezent od Lorcana- jego pierścień Claddagh, na którym dłonie zamiast trzymać serce trzymają czaszkę. Pewnego dnia odwiedza ją astralnie Darcy- żywy galion statku wampiratów. Mówi jej, że nie powinna tam wracać, że jest niebezpiecznie i że bunt Sidoria to był tylko początek.
Diablo atakuje statek transportowy. Okazuje się, że to podstęp. Kaptanem jest Narcisos Drakoulis- wróg kapitana Molucca. Wyzywa kogoś z jego załogi do pojedynku z jego piratem- Gidakim Sarakakino, aby zemścić się za dawne krzywdy. W pojedynku ginie Jez Stukeley, przyjaciel Connora.
Po pogrzebie Jeza piraci płyną do tawerny Mamy Kettle, aby wypić za jego pamięć. Spotykają tam Cheng Li, z którą bliźniaki po zgodzie kapitana odpływają do Akademii Piractwa. Po tygodniu życia w Akademii, dochodzi do pokazowego pojedynku między Connorem a najlepszym szermierzem Akademii i kolegą Connora- Jacobym. Pojedynek okazuje się być pułapką, gdyż Jacoby, na rozkaz dyrektora Kuo, ma próbować naprawdę zranić Connora. Connor nie chce słuchać wyjaśnień od dyrektora Kuo i Cheng Li i odchodzi z Akademii i powraca na pokład Diablo. Tymczasem Grace udaje się dostać na statek wampiratów, gdzie dowiaduje się, że Lorcan stracił wzrok po tym, jak wyszedł na słońce. Pomóc mu może tajemniczy guru wampiratów Mosh Zu Kamal, który mieszka w miejscu zwanym Sanktuarium.
Sidorio odnajduje trumnę Jeza i zamienia go w wampira. Z nim i trzema wampirami wypędzonymi z Nokturnu (statku wampiratów) w poszukiwaniu statku, zabija niemal całą załogę kapitana Porfirio Wrathe’a, brata Molucca. Załoga Diablo wraz z innymi piratami w akcie zemsty niszczą tych wampirów oraz ich statek ogniem.